# Ogigia
Ogigia (en griego antiguo: Ὠγυγίη, Ὠγυγία) es una isla mencionada en la Odisea de Homero, donde habitaba la  diosa Calipso, quien retuvo al héroe griego Odiseo durante siete años a su regreso de la Guerra de Troya.

## Etimología
Ὠγυγίη parece la forma femenina de un adjetivo ὀγύγιος, de sentido no claro, que aparece en la literatura griega aplicado al agua de la Estigia (Hesíodo), al fuego (Empédocles), a Tebas (Esquilo, Sófocles) a Atenas (Esquilo), a la isla de Cos (Calímaco) o a una gruta (Esquilo). Los lexicógrafos antiguos (Hesiquio) pensaban que el adjetivo significaba "antiquísimo". Los gramáticos latinos Marco Terencio Varrón y Sexto Pompeyo Festo hablan de un rey mítico de Tebas (o de Atenas) llamado Ogiges (Ὤγυγος u Ὠγυύγης), pero este nombre podría ser un derivado inverso a partir del nombre de la isla de Homero.

## Descripción de la isla en Homero
Según Homero (Odisea, cantos I, V y VI) en la isla Ogigia vivía la ninfa Calipso, hija del titán Atlas. A su regreso de la Guerra de Troya, Ulises fue a dar en ella por designio de Poseidón, que deseaba retrasar su regreso a casa, y Calipso lo retuvo junto a sí durante siete años. 
Así describe Homero la isla y la gruta de Calipso.

Cuando [Hermes] hubo arribado a aquella isla tan lejana, salió del violáceo ponto, saltó en tierra, prosiguió su camino hacia la vasta gruta donde moraba la ninfa de hermosas trenzas, y hallóla dentro. Ardía en el hogar un gran fuego, y el olor del hendible cedro y de la tuya, que en él se quemaban, difundíase por la isla hasta muy lejos; mientras ella, cantando con voz hermosa, tejía en el interior con lanzadera de oro. Rodeando la gruta, había crecido una verde selva de chopos, álamos y cipreses olorosos donde anidaban aves de luengas alas: búhos, gavilanes y cornejas marinas, de ancha lengua, que se ocupaban en cosas del mar.Allí mismo, junto a la honda cueva, extendíase una viña floreciente, cargada de uvas; y cuatro fuentes manaban muy cerca la una de la otra, dejando correr en varias direcciones sus aguas cristalinas. Veíanse en contorno verdes y amenos prados de violetas y apio; y, al llegar allí, hasta un inmortal se hubiese admirado, sintiendo que se le alegraba el corazón.
Homero

Calipso le ofreció la inmortalidad al héroe si aceptaba quedarse con ella en la isla, pero este rehusó por el deseo de volver al hogar. A instancias de Atenea, protectora de Odiseo, Zeus dispuso que Calipso dejase partir al héroe. Hermes llevó a Calipso el mandato de Zeus, y Odiseo abandonó la isla en una pequeña balsa, con la que llegó a la tierra de los feacios.

## Intentos de localización

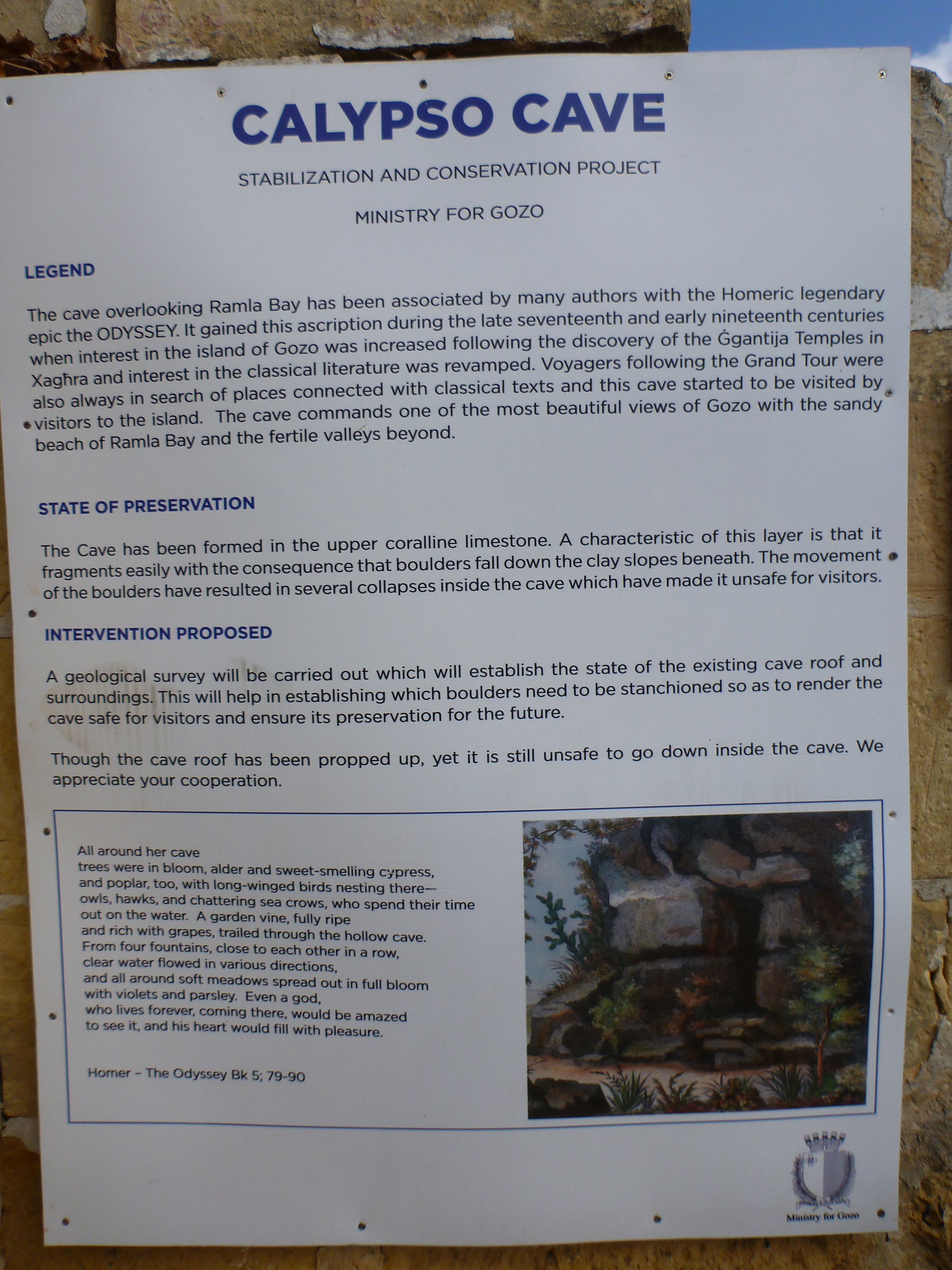
Cartel informativo en la entrada de la Cueva de Calipso, en la isla de Gozo, Malta. El cartel describe la leyenda que asocia esta cueva con la figura mitológica de Calipso en La Odisea de Homero, así como detalles sobre su estado de conservación y las intervenciones propuestas para estabilizar su estructura.

Como ocurre con otros lugares de la Odisea, la localización de la isla Ogigia no se conoce con certeza. No obstante, en el texto homérico se dice que la ninfa Calipso aconseja a Odiseo antes de partir en la balsa, mantener a su izquierda la constelación del Carro, es decir, navegar hacia Levante y que el héroe tarda diecisiete jornadas en alcanzar, con vientos favorables, las costas de los feacios.
Por ello, el geógrafo Estrabón consideraba que Ogigia se encontraba en algún punto del piélago Atlántico. También Plutarco situó la isla en el Atlántico. Otras interpretaciones lo colocan cerca de los pilares de Hércules. El helenista francés Victor Bérard identificaba la isla con el moderno islote Perejil, frente a la costa de Marruecos.
Otras hipótesis modernas identifican la isla homérica con la maltesa Gozo, o con la corfiota Othonoí.

## Interpretaciones literarias
En su Historia de Irlanda (Ogygia: seu Rerum Hibernicarum Chronologia & etc.), publicada en 1685 y traducida al inglés en 1793, Roderic O'Flaherty (Ruaidhrí Ó Flaithbheartaigh, 1629 - 1716 o 1718) empleó la idea de Ogigia como una alegoría de Irlanda.